# Drslavice (Zlín)
Drslavice (in tedesco Derslawitz) è un comune della Repubblica Ceca facente parte del distretto di Uherské Hradiště, nella regione di Zlín.